# Vicia bithynica
Espèce
Statut de conservation UICN

 LC  : Préoccupation mineure
Vicia bithynica, la vesce de Bithynie, est une espèce de plantes à fleurs dicotylédones de la famille des Fabaceae, sous-famille des Faboideae, originaire d'Europe, Asie, Afrique du Nord et du bassin méditerranéen. C'est une plante herbacée annuelles, à port dressé ou grimpant, à fleurs de type papilionacé, pouvant atteindre 60 cm de haut

## Description

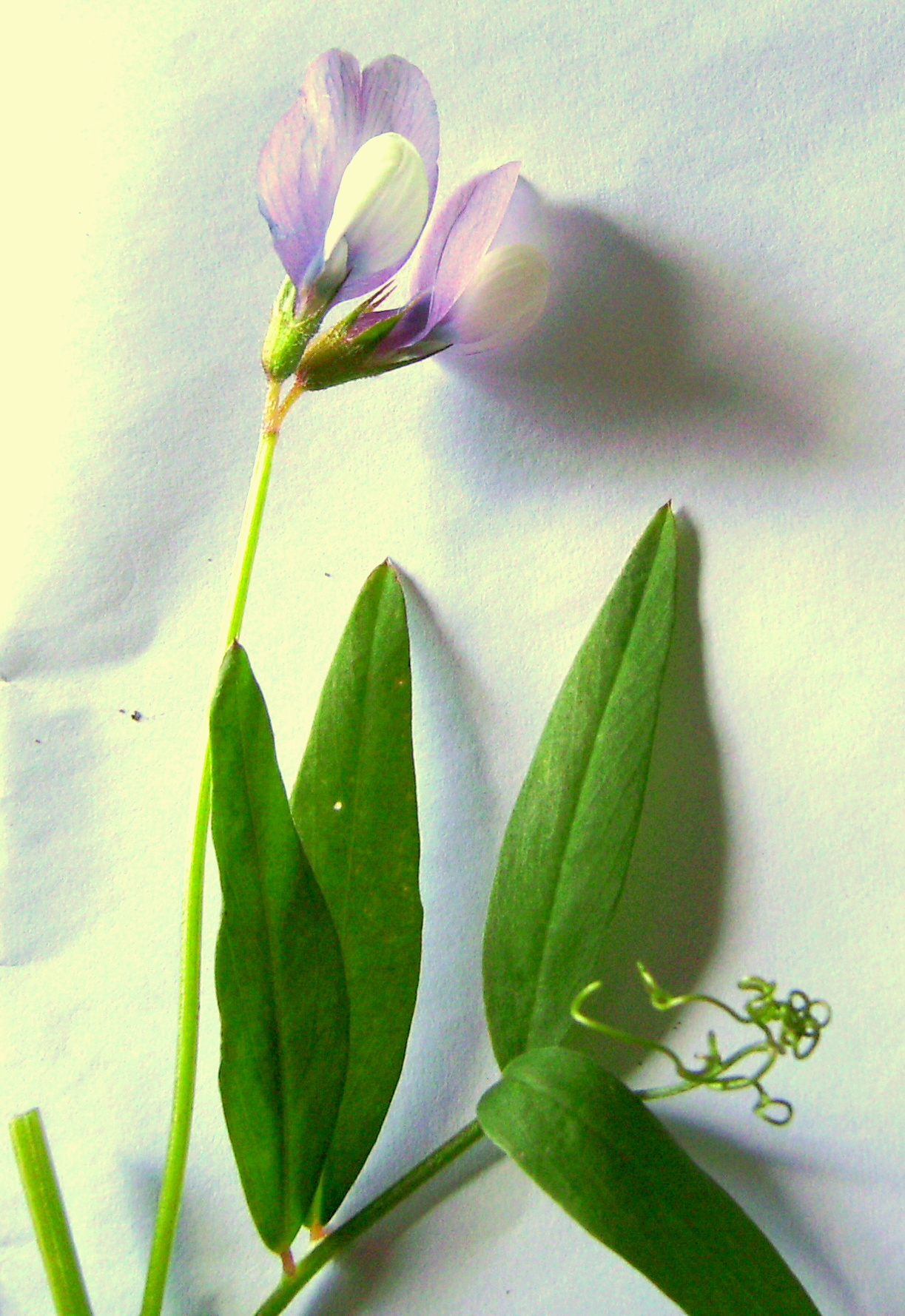
Fleur et feuille de vesce de Bithynie, en Catalogne, à 840 m d'altitude.

Vicia bithynica est une plante herbacée annuelle, à port grimpant. Les tiges  peu pileuses ou subglabres, pouvant atteindre 50 à 60 cm de long, sont dressées ou ascendantes, anguleuses à section carrée. Les feuilles, pétiolées, de 16 à 45 mm de long, sont composées paripennées, avec 1 à 3 paires de folioles oblongues-elliptiques à étroitement lancéolées ou linéaires, de 1 à 7 cm de long sur 3 à 22 mm de large. Elles sont terminées par une vrille simple ou ramifiée et présentent des stipules de 10 à 15 mm de long, semi-sagittées ou lancéolées, incisées-dentées avec 6 dents ou plus, sans nectaire,.
L'inflorescence axillaire, portée par un pédoncule de 0,4 à 7 cm de long, compte 1 à 3 fleurs portées par un pédicelle de 3 à 6 mm de long. Le calice, pileux, de  8 à 11 mm de long, est actinomorphe ou légèrement zygomorphe, en forme de cloche, à base presque symétrique. Il forme un tube de 3,5 à 4 mm de long et présente des lobes triangulaires, de 4,5 à 7 mm de long, presque égaux, plus longs que le tube.
La corolle papilionacée, généralement bicolore, se compose d'un étendard obovale spatulé, en général de couleur pourpre violacé, de 14 à 20 mm de long, des ailes blanchâtres ou jaunâtres, de 12,5 à 17  mm de long, et une carène blanchâtre droite et  obtuse.
L'androcée forme un tube oblique à la fin, avec des anthères oblongues d'environ 0,4 mm de long.
L'ovaire est pubescent, avec un style déprimé,.
Le fruit est une gousse étroitement oblongue, comprimée, bubescente, ciliée sur les bords, nettement resserrée entre les graines, de 35 à 45 mm de long sur 7 à 11 mm de large, contenant  2 à 7 graines. Celles-ci, lisses, de couleur brun foncé et de 4 mm de diamètre, sont de forme sphéroïdale subcubique, plus ou moins comprimées. Elle présentent un hile de 1,8 mm de long,.

## Distribution et habitat
L'aire de répartition originelle de Vicia bithynica s'étend dans l'Ancien Monde de l'Europe occidentale au sous-continent indien.
On la trouve notamment en Europe méridionale, du Portugal à la Grèce et à la Bulgarie et la Crimée, en Europe occidentale (France, Grande-Bretagne), En Afrique du Nord (Maghreb) et en Macaronésie (Açores), en Asie de l'Ouest (Turquie, Liban, Syrie, Chypre), dans la région du Caucase, ainsi qu'au Pakistan et dans l'ouest de l'Himalaya (Inde : Jammu-et-Cachemire et Himachal Pradesh),.
En France, cette espèce, à répartition méditerranéo-atlantique présente surtout dans les régions littorales, s'étend vers la Bretagne. Une station importante a été signalée depuis 2007 dans le Morbihan.
L'espèce a été introduite en Belgique, dans l'ancienne Tchécoslovaquie, en Jordanie et en Israël.
Vicia bithynica se rencontre dans les champs, les friches, les pâturages, les haies, jusqu'à 1000 mètres d'altitude.

## Synonymes
Selon The Plant List (9 août 2019) :
- Ervum bithynicum (L.) Stank.
- Lathyrus bithynicus L. (basionyme)

- Lathyrus tumidus Willdenow[8]

- Vicia cordata Hoppe[8],

- Vicia sativum ssp. cordata (Hoppe) Battandier[8]